# Rio Hantan
O rio Hantan é um rio localizado na Coreia do Sul, flui através de Gangwon e províncias de Gyeonggi. Trata-se de um afluente do rio Imjin, que acabou por se juntar ao rio Han e desembocar no mar Amarelo. Foi o primeiro local onde um agente do hantavírus foi identificado, pelo doutor Lee Ho-wang. O rio também é popular pela prática de rafting.